# Daytonski sporazum
Opći okvirni sporazum za mir u Bosni i Hercegovini ili Daytonski sporazum naziv je mirovnoga dogovora iz baze zračnih snaga Wright-Patterson u Daytonu, Ohio, SAD, o uređenju Bosne i Hercegovine nakon rata 1992. – 1995. Sadrži Ustav Bosne i Hercegovine, koji je donesen voljom stranaka Daytonskog sporazuma.
Sporazum je uslijedio nakon što je Hrvatska vojska - nakon što je u Operaciji Oluja početkom kolovoza 1995. godine slomila glavninu srpskih vojnih snaga na dotad okupiranom području Republike Hrvatske - u Operaciji Maestral 8.-17. rujna 1995. god. izbile nadomak Banja Luke i vojno dovele u pitanje održanje Republike Srpske. Već 10. rujna 1995. god. je američka diplomacija Rusiji i drugim međunarodnim partnerima prezentirala prvi nacrt sporazuma, te je nakon intenzivnih američkih diplomatskih kontakata sa zaraćenim stranama, članicama Europske unije i Rusijom tijekom rujna i listopada započela u američkom gradu Daytonu mirovna konferencija 1. studenog 1995. god.: pregovori su potrajali 3 tjedna, do 21. studenog 1995. god.
Konferencija se održala od 1. do 21. studenoga 1995. Glavni su sudionici bili Alija Izetbegović (predsjednik Republike BiH), Slobodan Milošević (predsjednik Republike Srbije, ondašnja SR Jugoslavija) i Franjo Tuđman (predsjednik Republike Hrvatske), predstavnici triju država nastalih iz bivše Socijalističke Federativne Republike Jugoslavije, te glavni američki pregovarač, veleposlanik Richard Holbrooke i general Wesley Clark.
Sporazum je službeno potpisan u Elizejskoj palači u Parizu, 14. prosinca 1995. Najveći uspjeh Daytonskog sporazuma je što je njime okončan rat. Francuska je čuvar originala Daytonskog sporazuma.
U BiH, Daytonski sporazum nikada nije službeno preveden niti je ratificiran u parlamentu. Nikad nije objavljen u Službenom glasniku BiH. Potpisan je bez znanja građana BiH. Legalno Predsjedništvo Republike Bosne i Hercegovine koje je po važećem Ustavu Države jedino imalo pravo donijeti „Odluku“ o potpisivanju Daytonskog sporazuma nikada nije donijelo takvu Odluku, a to nije učinila ni Parlamentarna skupština Republike Bosne i Hercegovine. Ovlašteni tumač još uvijek je Ured visokoga predstavnika (OHR), a jer je ured pred gašenjem, došlo je u pitanje funkcioniranje institucija.
Današnja politička podjela i struktura vlasti u Bosni i Hercegovini dogovoreni su kao dio Daytonskog sporazuma. Sastavni dio tog dokumenta je i ustav temeljem kojeg funkcionira današnja Bosna i Hercegovina.
Ni 20 godina poslije primjerci Sporazuma koji su se nalazili u Hrvatskoj i BiH nisu prevedeni.
Prema članovima izaslanstva RS u Daytonu, verzija na engleskom jeziku potpisana u Parizu 14. prosinca 1995. godine po povratku srpskog izaslanstva iz Pariza, bila je pohranjena u sefu tadašnjeg predsjednika RS Radovana Karadžića ili predsjednika Narodne skupštine Momčila Krajišnika. Hrvatsko i bošnjačko izaslanstvo dobili su također svoje primjerke.Veljače 2008. godine doznalo se da je originalni primjerak Općeg okvirnog sporazuma za mir zagubljen. Predsjedavajući Predsjedništva BiH Željko Komšić otkrio da je bosanskohercegovački primjerak originala dokumenta nestao iz Arhiva BiH, a slično se ponovilo s originalom Srednjoeuropskog ugovora o slobodnoj trgovini. Na to je Županijsko tužiteljstvo je pokrenulo istragu o ovom slučaju, i za njim se tragalo u arhivu Ministarstva vanjskih poslova i Arhivu BiH. Otkriveno je da nema ni jednog primjerka, ni hrvatskog, ni bošnjačkog ni srpskog. Zbog toga je na zahtjev Zastupničkoga doma Parlamentarne skupštine BiH Ministarstvo vanjskih poslova Francuske preko Ministarstva vanjskih poslova BiH krajem 2009. dostavila ovjerenu fotokopiju originala Daytonskog sporazuma sa svim aneksima. Godinama formalno nikada nije preveden jer za to nije postojala politička volja.
Sporazum je bio kočnica rata, ali kroz sljedećih 20 godina pokazalo se da Daytonski sporazum stvara mnoge probleme. Postao je izvor nesuglasja triju strana. Tumačio se na razne načine. Donio je ustavne i pravne odredbe koje vrijede i danas. U mnogim odredbama postao je kočnica suživota. Daytonski sporazum nije bio stalan, nego ga se mijenjalo tiho i prešutno kroz 20 godina, često na štetu Hrvata. Najmanji konstitutivni narod, Hrvati traže jednakopravnost, traže izmjene Ustava. Kolovoza 2014. u Zastupničkom domu američkog Kongresa se našla rezolucija koja po prvi put na izravan način upozorava na gaženje političkih prava Hrvata i traži prevedeno rješenje koje će zaustaviti daljnje ponižavanje najmalobrojnijeg naroda. Rezoluciju je u proceduru uputila kongresnica Janice Hahn koja između ostalog ističe da se izbori u BiH ubuduće moraju odražavati pravo konstitutivnih naroda i ostalih birati svoje legalne predstavnike u institucijama, čime bi "tada predstavljali narode i građane u skladu s temeljnim odredbama Daytonskog sporazuma za razliku od sadašnje prakse u kojima je omogućeno da jedan konstitutivni narod bira predstavnike drugog konstitutivnog naroda, što vodi daljnjem ometanju političkih prilika u zemlji." Rezolucija posebno skreće pozornost na situaciju u Federaciji BiH gdje su politička prava Hrvata također ugrožena, a puna funkcionalnost FBiH označena je kao ključni čimbenik budućnosti BiH te da svaka reforma FBiH mora uzeti u obzir zaštitu svih konstitutivnih naroda, uključujući najmalobrojnije Hrvate te bi se u tom procesu trebalo spriječiti daljnje slabljenje njihove pozicije. Nakon donošenja rezolucije H.Res.705 od 9. kolovoza 2014., uslijedila je slična rezolucija H.Res.477 od 10. rujna 2015. godine, koja također upućuje da bi valjalo imati u vidu zaštitu prava Hrvata, kao najmanjeg od konstitutivnih naroda.

## Dijelovi sporazuma
Sporazum se sastoji od sljedećih dokumenata:
1. Aneks 1-A: Sporazum o vojnim aspektima mirovnog rješenja
2. Dodatak B Aneksu 1-A: Sporazum između Republike Bosne i Hercegovine i Organizacije sjevernoatlantskog pakta (NATO) o statusu NATO-a i njegovog osoblja
3. Aneks 1-A: Sporazm između Republike Hrvatske i Organizacije sjevernoatlantskog pakta (NATO) o statusu NATO-a i njegovog osoblja
4. Aneks 1-A: Sporazum između Savezne Republike Jugoslavije i Organizacije sjevernoatlantskog pakta (NATO) o tranzitnim aranžmanima za operaciju mirovnog plana
5. Aneks 1-B: Sporazum o regionalnoj stabilizaciji
6. Aneks 2: Sporazum o međuentitetskoj graničnoj crti i povezanim pitanjima
7. Aneks 3: Sporazum o izborima
8. Aneks 4: Ustav Bosne i Hercegovine (te Aneks I. Dodatni sporazumi o ljudskim pravima koji će se primjenjivati u Bosni i Hercegovini i Aneks II. Prijelazne odredbe s izjavama)
9. Aneks 5: Sporazm o arbitraži
10. Aneks 6: Sporazum o ljudskim pravima (te Aneks I. Dodatni sporazumi o ljudskim pravima koji će se primjenjivati u Bosni i Hercegovini)

1. Aneks 7: Sporazum o izbjeglicama i raseljenim osobama
2. Aneks 8: Sporazum o komisiji za očuvanje nacionalnih spomenika[12]
3. Aneks 9: Sporazum o osnivanju javnih poduzeća u Bosni i Hercegovini
4. Aneks 10: Sporazum o civilnoj provedbi mirovnog rješenja
5. Aneks 11: Sporazum o međunarodnim policijskim snagama
6. Sporazum o parafiranju Općeg mirovnog sporazuma za mir u Bosni i Hercegovini
7. Završna izjava sudionika o mirovnim pregovorima o Bosni i Hercegovini
8. Sporazum o oživotvorenju Federacije Bosne i Hercegovine, zaključen u Daytonu 10. studenog 1995. godine
9. Aneks na Sporazum o oživotvorenju Federacije Bosne i Hercegovine zaključen u Daytonu, - Dogovorena načela za prijelazni statut za grad Mostar
10. Sporazum o uspostavi zajedničkog vijeća o suradnji
11. Sporazum o početku povratka prognanih u gradove Jajce, Bugojno, Stolac i Travnik
12. Sporazum o povratku izbjeglica u područje Velike Kladuše i Cazina
13. Elementi dogovorenih principa za Sarajevo
14. Sporazum o odnosima strana

## Teritorijalne promjene
Prije Daytonskog sporazuma,  Srbi su kontrolirali oko 46% BiH (oko 23687 km²), Hrvati 26% (13082km²) i Bošnjaci 28% (14361).
Nadzor teritorija u RS
- Oko 9% (oko 2120) od teritorija današnje RS bilo je pod nadzorom postrojbi Hrvata; općine Mrkonjić Grad (675 km²), Šipovo (510 km²), Ribnik (507 km² ), Petrovac (145km²), Istočni Drvar (66km²), Jezero (65km²), Kupres (RS) (89km²) i dio Banjalučke općine (na potezu oko Bočca oko 60 km²)
- Oko 1,5% (oko 350 km²) današnjih teritorija RS bilo je pod nadzorom postrojbi Bošnjaka; najviše na Ozrenu (općine Doboj i Petrovo), kao i dijelovima zapadne Bosne (Krupa na Uni, i dijelovi općina Novi i Oštra Luka)
- Ostatak teritorija (oko 22.000 km²) bio je pod nadzorom Srba

Nadzor teritorija u Federaciji BiH
- Oko 42% (oko 10865 km²) područja Federacije BiH bio je pod nadzorom Hrvata
- Oko 53% (oko 13815 km²) područja Federacije BiH bio je pod nadzorom Bošnjaka
- Ostatak (oko 1430 km²) bio je pod kontrolom Srba

U teritorijalnim zamjenama, ako se uzme u obzir vojna kontrola teritorija, došlo je do sljedećih izmjena:
Hrvati su dali najviše (5% teritorija BiH) vraćajući Srbima 9% današnje RS, kao i povlačeći se iz Unsko-sanske županije kao i općine Donji Vakuf (u Županiji Središnja Bosna) poslije potpisa. Maleno povećanje Posavske županije (Odžak i dijelovi Domaljevačke općine) nisu promijenili činjenicu da su nakon daytonskog sporazuma Hrvati kontrolirali samo 21% BiH (10785km²), u usporedbi s od 26% prije Daytona. Kao i da je Posavina, gdje su Hrvati značajan udio stanovništva većim dijelom ostalo izvan hrvatskog nadzora.
Srbi su dobili veliki dio planinskog teritorija koji su prije nadzirali i to 4% teritorija BiH od Hrvata i malene iznose od Bošnjaka (planina Ozren), ali su bili prisiljeni prepustiti Sarajevo (uz iznimku prigradski naselja južno od grada) i neke bitne točke na istoku Bosne i Hercegovine. Sve u svemu, mijenjanjem kvalitete za kvantitet, srpski je postotak narastao do 49% (48 ako isključimo Brčko Distrikt, 24526 km²) od 46 i nešto % prije Daytona.
Bošnjaci dobili su najviše. Mirovni sporazum im je dao skoro cijelo Sarajevo, kao i neke bitne položaje u istočnoj Bosni i Hercegovini (npr. goraždanski koridor) dok su napustili tek tekoliko položaja na planini Ozren i u zapadnoj Bosni. Njihov postotak se povećao od 28% prije Daytona do 30% te su uvelike poboljšali kvalitetu dobivene zemlje. 
Veliki dijelovi teritorija prije rata naseljenog Bošnjacima (i Hrvatima) ostali su pod kontrolom Srba, a Srbi su izgubili etnički kompaktno, ali slabo naseljeno područje zapadne Bosne uz Hrvatsku granicu, te još neke etnički srpske teritorije.

### Po županijama

#### Hercegbosanska županija
- Bila je gotovo u potpunosti pod kontrolom Hrvata (4924 km²)
- Bošnjaci su kontrolirali neke točke istočno od Kupresa (oko 10 km² ili manje)

#### Unsko-sanska županija
- Bila je gotovo u potpunosti pod kontrolom Bošnjaka (3925 km²)
- Hrvati su kontrolirali neke važne planinske prijelaze na južnim dijelovima općina Bosanski Petrovac i Bihać (oko 200 km²)

#### Zapadnohercegovačka županija
- Bila je u potpunosti pod kontrolom Hrvata (1362 km²)

#### Hercegovačko-neretvanska županija
- Bila je podijeljena, više od polovice je bilo pod kontrolom Hrvata (oko 2530 km², su držali skoro sve općine osim dijelova Konjica, Jablanice i Mostara)
- Sjeverni i središnji dijelovi bili su pod kontrolom Bošnjaka (oko 1660 km², dijelovi Jablanice, veći dio Konjica i sjever i istok Mostara)
- Istočne planine bile su pod kontrolom Srba (oko 210 km², dijelovi općina Konjic i Mostar)

#### Županija Središnja Bosna
- Bila je podijeljena, malo više od 1/3 je bilo pod kontrolom Hrvata (oko 1100 km², BiH Hrvati su držali barem dijelove svake od općina osim Bugojna)
- ostatak je bio pod kontrolom Bošnjaka (oko 2090 km², BiH Bošnjaci su držali barem dijelove svih općina osim Dobretića)

#### Zeničko-dobojska županija
- Bila je većinom pod kontrolom Bošnjaka (oko 2790 km²)
- Male enklave poput Žepča, Usore i Daštanskog bile su pod kontrolom Hrvata (oko 450 km²)
- Istočne su planine bile pod kontrolom Srba (oko 100km², pretežno u općinama Olovo, Vareš, Visoko i Breza)

#### Županija Soli/Tuzlanska županija
- Bila je većinom pod kontrolom Bošnjaka (oko 2500 km²)
- Neka sela u gradačačkoj i srebreničkoj općini bila su pod kontrolom Hrvata (oko 45 km²)
- Neka sela u općina Doboj i Gračanica bila su pod kontrolom Srba (oko 100km²)

#### Posavska županija
- Bila je većinom pod kontrolom Hrvata (oko 200 km², općina Orašje i dio Domaljevca)
- Bosanski su Srbi kontrolirali Odžak i dijelove domaljevačke općine (oko 120km²)

#### Bosansko-podrinjska županija
- Bio je većinom pod kontrolom Bošnjaka (oko 400km²)
- Srbi su kontrolirali područja koridora za Sarajevo (oko 100km²)

#### Vrhbosanska/Sarajevska županija
- Bio je većinom pod kontrolom Srba (oko 800 km²)
- Bošnjaci su kontrolirali područja južnih predgrađa i veći dio samog grada (oko 480 km²)

#### Distrikt Brčko
bio je podijeljen;
- Bošnjaci su kontrolirali većinu južnih područja (oko 150km²)
- Srbi su kontrolirali sjeverna područja (oko 190 km²)
- Dok su Hrvati kontrolirali ostatak, dio blizu općine Orašje kao i dvije enklave u južnim dijelovima općine (oko 150 km²)

## Vanjske poveznice
- http://www.oscebih.org/dejtonski_mirovni_sporazum/HR/default.htm  Arhivirana inačica izvorne stranice od 7. travnja 2015. (Wayback Machine)
- 15. godina Daytonskog sporazuma  Arhivirana inačica izvorne stranice od 18. studenoga 2011. (Wayback Machine)